# Genoa Cricket and Football Club 2025-2026 (femminile)
Questa voce raccoglie le informazioni riguardanti la sezione femminile del Genoa Cricket and Football Club nelle competizioni ufficiali della stagione 2025-2026.

## Stagione
Per la società rossoblù, la cui prima squadra femminile è stata istituita nel 2019, si tratta dell'esordio assoluto in massima serie.
Poiché nel 2019 ha partecipato al campionato di Eccellenza e da allora ha scalato ogni livello intermedio del campionato calcistico femminile fino alla Serie A, il Genoa risulta, assieme alla Ternana Women, la prima squadra nella storia del calcio femminile ad aver acceduto alla Serie A partendo dal più basso livello regionale, così scalando l'intera piramide calcistica.

## Divise e sponsor
Il completo da gioco è identico a quello della squadra maschile, compreso lo sponsor tecnico, ma si differenzia per gli altri sponsor collocati sulle casacche. La maglia di casa adotta nomi e numeri dorati sul retro, anziché bianchi come negli anni passati, mentre la maglia da trasferta reca la croce rossa di San Giorgio su campo bianco.
| Casa | Trasferta |
| ---- | --------- |

## Organigramma societario

### Staff tecnico
Organigramma aggiornato al 17 agosto 2025.
Area direttiva
- Direttore sportivo: Marta Carissimi

Area tecnica
- Allenatore: Sebastiàn De La Fuente
- Allenatore in seconda: Ilaria Leoni
- Collaboratore tecnico: Paolo Genovesio
- Preparatore dei portieri: Dimitri Ostorero
- Preparatore atletico: Giuseppe Morelato e Jonathan Proietto
- Match analyst: Marco Marino
- Fisioterapisti: ?

Area comunicazione
- Fotografia: William Bignone
- Ufficio stampa: Giulia Caroti

Area medica
- Consulente medico sanitario: ?
- Medico sociale: ?
- Nutrizionista: ?

## Rosa
Rosa, ruoli e numeri di maglia aggiornati al 17 agosto 2025.
| N. |                    | Ruolo | Calciatrice         |
| -- | ------------------ | ----- | ------------------- |
| 1  | Italia (bandiera)  | P     | Lisa Marchetti      |
| 2  | Malta (bandiera)   | D     | Emma Lipman         |
| 3  | Italia (bandiera)  | D     | Martina Di Bari     |
| 4  | Italia (bandiera)  | C     | Giorgia Bettalli    |
| 5  | Italia (bandiera)  | C     | Giada Abate         |
| 8  | Malta (bandiera)   | C     | Rachel Cuschieri    |
| 9  | Svezia (bandiera)  | A     | Alice Söndergaard   |
| 10 | Italia (bandiera)  | C     | Norma Cinotti       |
| 11 | Italia (bandiera)  | A     | Alison Rigaglia     |
| 14 | Italia (bandiera)  | C     | Anastasia Ferrara   |
| 15 | Italia (bandiera)  | D     | Federica Di Criscio |
| 16 | Albania (bandiera) | D     | Arbenita Curraj     |
| 17 | Italia (bandiera)  | A     | Arianna Acuti       |

| N. |                       | Ruolo | Calciatrice           |
| -- | --------------------- | ----- | --------------------- |
| 19 | Albania (bandiera)    | C     | Alma Hilaj            |
| 20 | Canada (bandiera)     | D     | Heidi Giles           |
| 21 | Italia (bandiera)     | P     | Camilla Forcinella    |
| 22 | Italia (bandiera)     | A     | Caterina Bargi        |
| 27 | Italia (bandiera)     | A     | Valeria Monterubbiano |
| 28 | Italia (bandiera)     | D     | Lucrezia Parolo       |
| 30 | Italia (bandiera)     | C     | Giulia Giacobbo       |
| 33 | Slovacchia (bandiera) | P     | Mária Korenčiová      |
| 34 | Italia (bandiera)     | A     | Asia Rota             |
| 44 | Italia (bandiera)     | D     | Chiara Mele           |
| 45 | Italia (bandiera)     | A     | Alessandra Massa      |
| 74 | Italia (bandiera)     | D     | Sara Lucafò           |
|    | Italia (bandiera)     | C     | Valery Vigilucci      |

## Calciomercato

### Sessione estiva
| Acquisti | Acquisti              | Acquisti   | Acquisti   |
| R.       | Nome                  | da         | Modalità   |
| -------- | --------------------- | ---------- | ---------- |
| P        | Camilla Forcinella    | Juventus   | riscatto   |
| P        | Mária Korenčiová      | Freedom    | definitivo |
| D        | Arbenita Curraj       | Vllaznia   | definitivo |
| C        | Norma Cinotti         | Roma       | riscatto   |
| C        | Anastasia Ferrara     | Roma       | riscatto   |
| C        | Giulia Giacobbo       | Fiorentina | riscatto   |
| C        | Alma Hilaj            | Como       | definitivo |
| C        | Valery Vigilucci      | Milan      | definitivo |
| A        | Alice Söndergaard     | Sampdoria  | definitivo |
| A        | Valeria Monterubbiano | Sassuolo   | definitivo |

| Acquisti | Acquisti        | Acquisti   | Acquisti      |
| R.       | Nome            | da         | Modalità      |
| -------- | --------------- | ---------- | ------------- |
| P        | Matilde Macera  | Catania    | prestito      |
| D        | Eleonora Oliva  | svincolata |               |
| C        | Alice Campora   | ?          | prestito      |
| C        | Emma Errico     | Freedom    | definitivo    |
| C        | Lara Tabone     | Baiardo    | definitivo    |
| A        | Asia Bragonzi   | Juventus   | fine prestito |
| A        | Claudia Ferrato | Valencia   | definitivo    |

## Risultati

### Serie A

#### Girone di andata
| Genova 5 ottobre 2025, ore --:-- CEST 1ª giornata | Genoa | – | Milan | Stadio La Sciorba |

| Roma 12 ottobre 2025, ore --:-- CEST 2ª giornata | Lazio | – | Genoa | Stadio Mirko Fersini |

| Genova 19 ottobre 2025, ore --:-- CEST 3ª giornata | Genoa | – | Ternana | Stadio La Sciorba |

| Seregno 2 novembre 2025, ore --:-- CET 4ª giornata | Como | – | Genoa | Stadio Ferruccio |

| Genova 9 novembre 2025, ore --:-- CET 5ª giornata | Genoa | – | Parma | Stadio La Sciorba |

| 16 novembre 2025, ore --:-- CET 6ª giornata | Juventus | – | Genoa |  |

| Genova 23 novembre 2025, ore --:-- CET 7ª giornata | Genoa | – | Napoli | Stadio La Sciorba |

| 7 dicembre 2025, ore --:-- CET 8ª giornata | Inter | – | Genoa |  |

| Genova 14 dicembre 2025, ore --:-- CET 9ª giornata | Genoa | – | Sassuolo | Stadio La Sciorba |

| 18 gennaio 2026, ore --:-- CET 10ª giornata | Fiorentina | – | Genoa |  |

| Genova 25 gennaio 2026, ore --:-- CET 11ª giornata | Genoa | – | Roma | Stadio La Sciorba |

#### Girone di ritorno
| 1º febbraio 2026, ore --:-- CET 12ª giornata | Milan | – | Genoa |  |

| Genova 8 febbraio 2026, ore --:-- CET 13ª giornata | Genoa | – | Lazio | Stadio La Sciorba |

| 15 febbraio 2026, ore --:-- CET 14ª giornata | Ternana | – | Genoa |  |

| Genova 22 febbraio 2026, ore --:-- CET 15ª giornata | Genoa | – | Como | Stadio La Sciorba |

| 15 marzo 2026, ore --:-- CET 16ª giornata | Parma | – | Genoa |  |

| Genova 22 marzo 2026, ore --:-- CET 17ª giornata | Genoa | – | Juventus | Stadio La Sciorba |

| Cercola 4 aprile 2026, ore --:-- CET 18ª giornata | Napoli | – | Genoa |  |

| Genova 26 aprile 2026, ore --:-- CET 19ª giornata | Genoa | – | Inter | Stadio La Sciorba |

| 3 maggio 2026, ore --:-- CET 20ª giornata | Sassuolo | – | Genoa |  |

| Genova 10 maggio 2026, ore --:-- CET 21ª giornata | Genoa | – | Fiorentina | Stadio La Sciorba |

| Roma 17 maggio 2026, ore --:-- CEST 22ª giornata | Roma | – | Genoa | Stadio Tre Fontane |

### Coppa Italia
| 20-21 settembre 2025, ore --:-- CEST Primo turno | Verona | – | Genoa |  |

### Serie A Women's Cup

#### Fase a gironi
| Genova 22 agosto 2025, ore 18:30 CEST 1ª giornata | Genoa | – | Inter | Stadio La Sciorba |

| Seregno 7 settembre 2025, ore 20:30 CEST 2ª giornata | Como | – | Genoa | Stadio Ferruccio |

| 13-14 settembre 2025, ore --:-- CEST 3ª giornata | Fiorentina | – | Genoa |  |

## Statistiche

### Statistiche di squadra
| Competizione        | Punti | In casa | In casa | In casa | In casa | In casa | In casa | In trasferta | In trasferta | In trasferta | In trasferta | In trasferta | In trasferta | Totale | Totale | Totale | Totale | Totale | Totale | DR |
| Competizione        | Punti | G       | V       | N       | P       | Gf      | Gs      | G            | V            | N            | P            | Gf           | Gs           | G      | V      | N      | P      | Gf     | Gs     | DR |
| ------------------- | ----- | ------- | ------- | ------- | ------- | ------- | ------- | ------------ | ------------ | ------------ | ------------ | ------------ | ------------ | ------ | ------ | ------ | ------ | ------ | ------ | -- |
| Serie A             | -     | -       | -       | -       | -       | -       | -       | -            | -            | -            | -            | -            | -            | -      | -      | -      | -      | -      | -      | -  |
| Coppa Italia        | -     | -       | -       | -       | -       | -       | -       | -            | -            | -            | -            | -            | -            | -      | -      | -      | -      | -      | -      | -  |
| Serie A Women's Cup | -     | -       | -       | -       | -       | -       | -       | -            | -            | -            | -            | -            | -            | -      | -      | -      | -      | -      | -      | -  |
| Totale              | -     | -       | -       | -       | -       | -       | -       | -            | -            | -            | -            | -            | -            | -      | -      | -      | -      | -      | -      | -  |

### Andamento in campionato
| Giornata  | 1 | 2 | 3 | 4 | 5 | 6 | 7 | 8 | 9 | 10 | 11 | 12 | 13 | 14 | 15 | 16 | 17 | 18 | 19 | 20 | 21 | 22 |
| --------- | - | - | - | - | - | - | - | - | - | -- | -- | -- | -- | -- | -- | -- | -- | -- | -- | -- | -- | -- |
| Luogo     | C | T | C | T | C | T | C | T | C | T  | C  | T  | C  | T  | C  | T  | C  | T  | C  | T  | C  | T  |
| Risultato |   |   |   |   |   |   |   |   |   |    |    |    |    |    |    |    |    |    |    |    |    |    |
| Posizione |   |   |   |   |   |   |   |   |   |    |    |    |    |    |    |    |    |    |    |    |    |    |

Legenda:

Luogo: C = Casa; T = Trasferta. Risultato: V = Vittoria; N = Pareggio; P = Sconfitta.

### Statistiche delle giocatrici
| Giocatore        | Serie A  | Serie A | Serie A     | Serie A    | Coppa Italia | Coppa Italia | Coppa Italia | Coppa Italia | Serie A Women's Cup | Serie A Women's Cup | Serie A Women's Cup | Serie A Women's Cup | Totale   | Totale | Totale      | Totale     |
| Giocatore        | Presenze | Reti    | Ammonizioni | Espulsioni | Presenze     | Reti         | Ammonizioni  | Espulsioni   | Presenze            | Reti                | Ammonizioni         | Espulsioni          | Presenze | Reti   | Ammonizioni | Espulsioni |
| ---------------- | -------- | ------- | ----------- | ---------- | ------------ | ------------ | ------------ | ------------ | ------------------- | ------------------- | ------------------- | ------------------- | -------- | ------ | ----------- | ---------- |
| G. Abate         | -        | -       | -           | -          | -            | -            | -            | -            | -                   | -                   | -                   | -                   | -        | -      | -           | -          |
| A. Acuti         | -        | -       | -           | -          | -            | -            | -            | -            | -                   | -                   | -                   | -                   | -        | -      | -           | -          |
| C. Bargi         | -        | -       | -           | -          | -            | -            | -            | -            | -                   | -                   | -                   | -                   | -        | -      | -           | -          |
| G. Bettalli      | -        | -       | -           | -          | -            | -            | -            | -            | -                   | -                   | -                   | -                   | -        | -      | -           | -          |
| N. Cinotti       | -        | -       | -           | -          | -            | -            | -            | -            | -                   | -                   | -                   | -                   | -        | -      | -           | -          |
| A. Curraj        | -        | -       | -           | -          | -            | -            | -            | -            | -                   | -                   | -                   | -                   | -        | -      | -           | -          |
| R. Cuschieri     | -        | -       | -           | -          | -            | -            | -            | -            | -                   | -                   | -                   | -                   | -        | -      | -           | -          |
| M. Di Bari       | -        | -       | -           | -          | -            | -            | -            | -            | -                   | -                   | -                   | -                   | -        | -      | -           | -          |
| F. Di Criscio    | -        | -       | -           | -          | -            | -            | -            | -            | -                   | -                   | -                   | -                   | -        | -      | -           | -          |
| A. Ferrara       | -        | -       | -           | -          | -            | -            | -            | -            | -                   | -                   | -                   | -                   | -        | -      | -           | -          |
| C. Forcinella    | -        | -       | -           | -          | -            | -            | -            | -            | -                   | -                   | -                   | -                   | -        | -      | -           | -          |
| G. Giacobbo      | -        | -       | -           | -          | -            | -            | -            | -            | -                   | -                   | -                   | -                   | -        | -      | -           | -          |
| H.S. Giles       | -        | -       | -           | -          | -            | -            | -            | -            | -                   | -                   | -                   | -                   | -        | -      | -           | -          |
| A. Hilaj         | -        | -       | -           | -          | -            | -            | -            | -            | -                   | -                   | -                   | -                   | -        | -      | -           | -          |
| M. Korenčiová    | -        | -       | -           | -          | -            | -            | -            | -            | -                   | -                   | -                   | -                   | -        | -      | -           | -          |
| E. Lipman        | -        | -       | -           | -          | -            | -            | -            | -            | -                   | -                   | -                   | -                   | -        | -      | -           | -          |
| S. Lucafò        | -        | -       | -           | -          | -            | -            | -            | -            | -                   | -                   | -                   | -                   | -        | -      | -           | -          |
| L.J. Marchetti   | -        | -       | -           | -          | -            | -            | -            | -            | -                   | -                   | -                   | -                   | -        | -      | -           | -          |
| A. Massa         | -        | -       | -           | -          | -            | -            | -            | -            | -                   | -                   | -                   | -                   | -        | -      | -           | -          |
| C. Mele          | -        | -       | -           | -          | -            | -            | -            | -            | -                   | -                   | -                   | -                   | -        | -      | -           | -          |
| V. Monterubbiano | -        | -       | -           | -          | -            | -            | -            | -            | -                   | -                   | -                   | -                   | -        | -      | -           | -          |
| L. Parolo        | -        | -       | -           | -          | -            | -            | -            | -            | -                   | -                   | -                   | -                   | -        | -      | -           | -          |
| A. Rigaglia      | -        | -       | -           | -          | -            | -            | -            | -            | -                   | -                   | -                   | -                   | -        | -      | -           | -          |
| A. Rota          | -        | -       | -           | -          | -            | -            | -            | -            | -                   | -                   | -                   | -                   | -        | -      | -           | -          |
| A. Söndergaard   | -        | -       | -           | -          | -            | -            | -            | -            | -                   | -                   | -                   | -                   | -        | -      | -           | -          |
| V. Vigilucci     | -        | -       | -           | -          | -            | -            | -            | -            | -                   | -                   | -                   | -                   | -        | -      | -           | -          |